# Heterosamara
Heterosamara é um género de plantas com flores pertencentes à família Polygalaceae.
A sua área de distribuição nativa é a Guiné, a África Central Tropical Ocidental e a África Austral.
Espécies:
- Heterosamara bennae (Jacq.-Fél.) Paiva
- Heterosamara cabrae (Chodat) Paiva
- Heterosamara carrissoana (Exell & Mendonça) Paiva
- Heterosamara galpinii (Hook.f.) Paiva
- Heterosamara mannii (Oliv.) Paiva